# Cape Wrath
El cap Wrath en gaèlic escocès: Am Parbh, conegut a l'illa de Lewis com An Carbh), és un cap situat a Sutherland a les terres altes al nord d'Escòcia. És el punt més al nord-oest de l'illa de Gran Bretanya. En aquesta mateixa zona, a 6 km a l'est del cap, es troben els penya-segats Clo Mor, els més alts de Gran Bretanya.

## Etimologia
El nom de cap Wrath deriva de la paraula utilitzada en el nòrdic antic per expressar «punt de gir» o «punt de tornada», atès que els vikings acostumaven a girar en aquest cap per tornar a les seves llars. Encara que el nom és també apropiat si es considera el remot i inhòspit del lloc.
Aquest lloc, juntament amb el cap Cornwall a Cornualla, són els únics caps o promontoris que van antecedits de «Cape» (cap en anglès), a Gran Bretanya.

## Accés al cap
El cap només és accessible a peu des del sud, o prenent un transbordador de passatgers des del port de Keoldale prop de Durness per creuar l'estret de Durness. Després es pot seguir a peu, amb bicicleta o en microbús. El viatge fins al far, que està a uns 17 km, porta al visitant a través d'una regió desolada i pràcticament deshabitada. Aquesta regió sol ser utilitzada per la Real Força Aèria per efectuar maniobres de pràctica de bombardeig; pel que en certes èpoques de l'any es troba restringida.

## Far

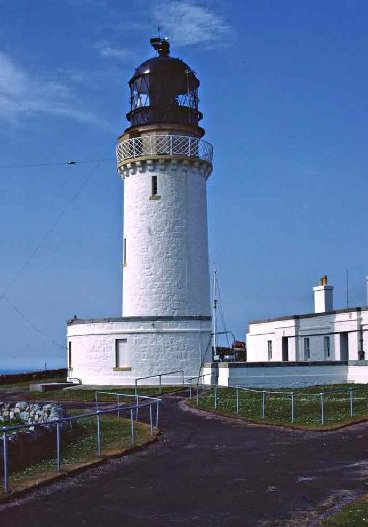
Far del cap Wrath.

L'any 1828, l'enginyer civil Robert Stevenson va construir un far en el cap. Amb una elevació de 122 metres (la torre mesura 20 metres d'altura) i un rang nominal de 35 km. El far va requerir operadors fins a l'any 1998, en el qual va començar a operar de forma automàtica.

## Marató del cap Wrath
El cap Wrath és també el punt de tornada de la marató del Cap Wrath, que es disputa cada any i que es promociona com la marató més difícil del Regne Unit a causa de la duresa del recorregut i de l'abrupte del terreny. La marató comença en el moll del transbordador (en el costat del cap) i recorre poc més de 17 km fins a arribar al cap, on dona la volta i recorre novament els 17 km. La part final de la marató (aprox. 6,5 km) es recorre del costat de terra ferma, iniciant en el moll del transbordador i acabant al Centre Comunitari de Durness. La marató és l'esdeveniment final d'una setmana de competicions que es coneix com a «Desafiaments del Cap Wrath».

## Naufragis

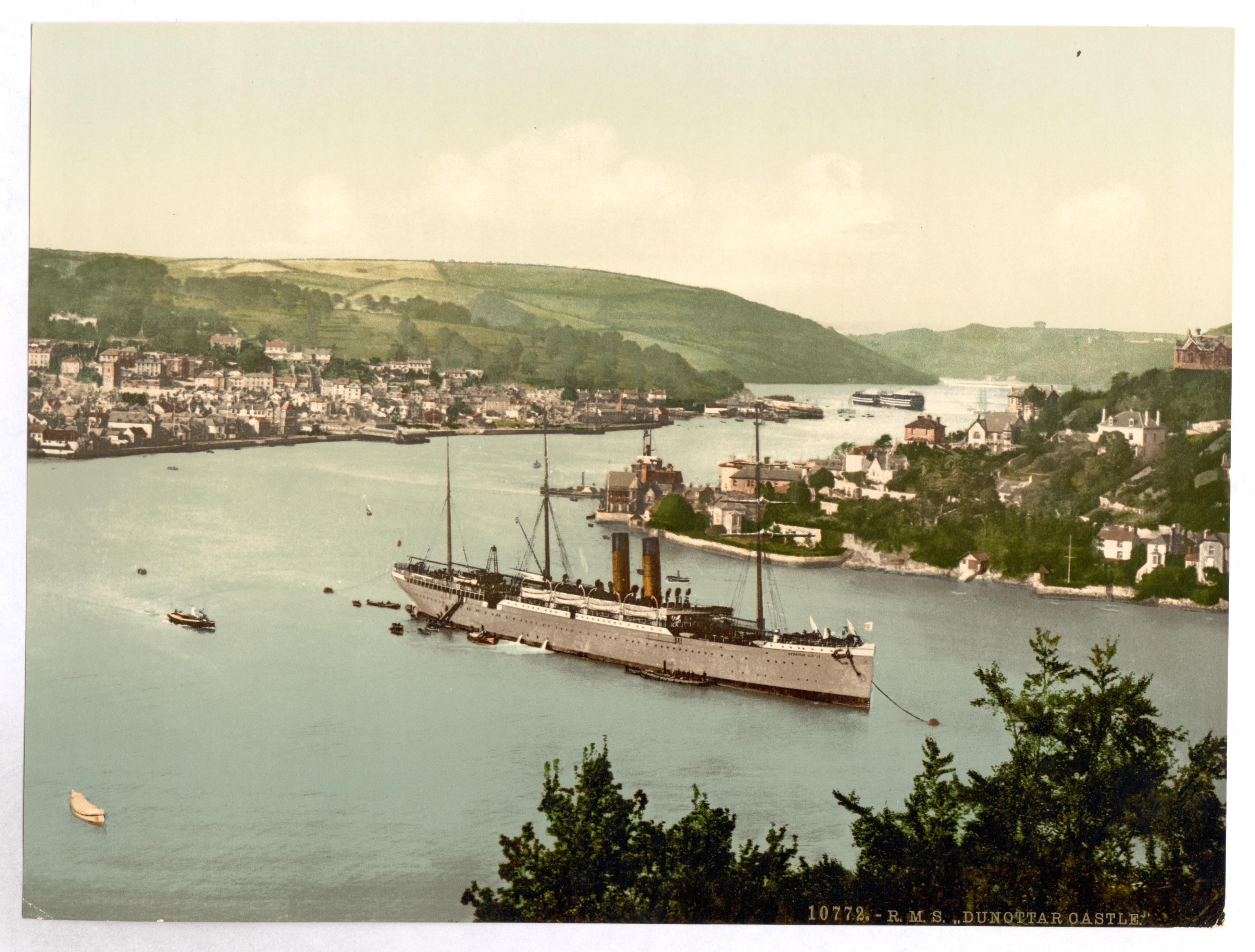
HMS Caribbean/RMS Dunottar Castle.

El 27 de setembre de 1915, el HMS Caribbean (conegut prèviament com el RMS Dunottar Castle) va sotsobrar a causa del mal temps en els voltants del cap Wrath, mentre es dirigia cap a l'ancoratge conegut com a Scapa Flow. Es van registrar 15 pèrdues, malgrat els esforços del HMS Birkenhead que va intentar remolcar-ho. Una recerca posterior va culpar al fuster del vaixell per no estar familiaritzat amb ell i no haver tancat apropiadament totes les escotilles del vaixell. Com la majoria de la tripulació, s'havia unit a aquesta només 10 dies abans de l'accident. Aquest vaixell havia servit de diferents formes durant la Primera Guerra Mundial, però era més conegut per haver reduït a la meitat el temps que durava el viatge entre Southampton (Anglaterra) i Ciutat del Cap a Sud-àfrica en els anys 1890. Aquest vaixell era conegut també per transportar a molts guerrers famosos des de i cap a la Colònia del Cap durant la Segona Guerra Bóer.
El derelicte va ser trobat l'any 2004, a 56 km del cap Wrath, aparentment sense haver estat pertorbat més que per xarxes de pescar.

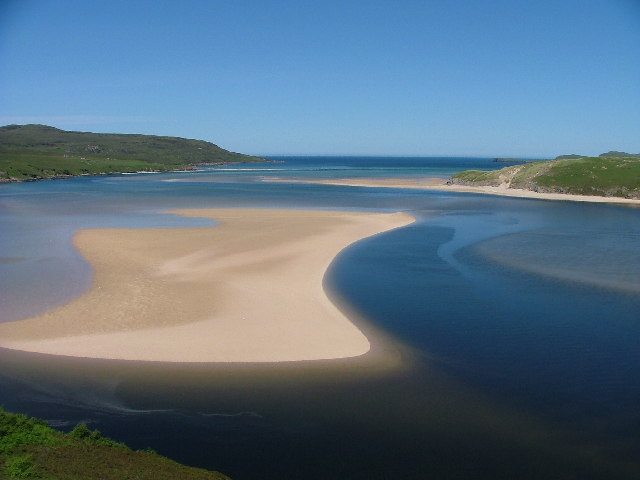
Canal de Durness.